# Maik Blankart
Maik Blankart (* 4. August 1992 in Troisdorf) ist ein ehemaliger deutscher Eishockeyspieler.

## Karriere
Maik Blankart begann seine Karriere als Eishockeyspieler im Nachwuchsbereich der Kölner Haie. Für deren Junioren spielte er von 2007 bis 2009 in der Deutschen Nachwuchsliga, in der er in 75 Spielen drei Tore erzielte und 16 Vorlagen gab, ehe er in der Saison 2009/10 erstmals in den Kader der Profimannschaft berufen wurde. Für die Haie gab der Verteidiger am 17. Oktober 2009 bei der 0:4-Heimniederlage gegen die Iserlohn Roosters sein Debüt in der Deutschen Eishockey Liga. In der Saison 2010/11 lief er erneut fast ausschließlich für die DNL-Mannschaft des EC Köln auf. Parallel bestritt er zwei Spiele als Leihspieler für den EV Duisburg in der drittklassigen Oberliga.
Zur Saison 2010/11 wurde Blankart vom Oberligisten Hannover Braves verpflichtet und wurde mit einer Förderlizenz für die Hannover Indians aus der 2. Bundesliga ausgestattet.
Im Juni 2015 beendete er berufsbedingt seine Karriere und löste seinen noch laufenden Vertrag bei den Roten Teufeln Bad Nauheim auf eigenen Wunsch auf. Er ist heute noch als Eishockey-Schiedsrichter tätig.

## Karrierestatistik
(Legende zur Spielerstatistik: Sp oder GP = absolvierte Spiele; T oder G = erzielte Tore; V oder A = erzielte Assists; Pkt oder Pts = erzielte Scorerpunkte; SM oder PIM = erhaltene Strafminuten; +/− = Plus/Minus-Bilanz; PP = erzielte Überzahltore; SH = erzielte Unterzahltore; GW = erzielte Siegtore; 1 Play-downs/Relegation; Kursiv: Statistik nicht vollständig)